# Traité du Río Uruguay

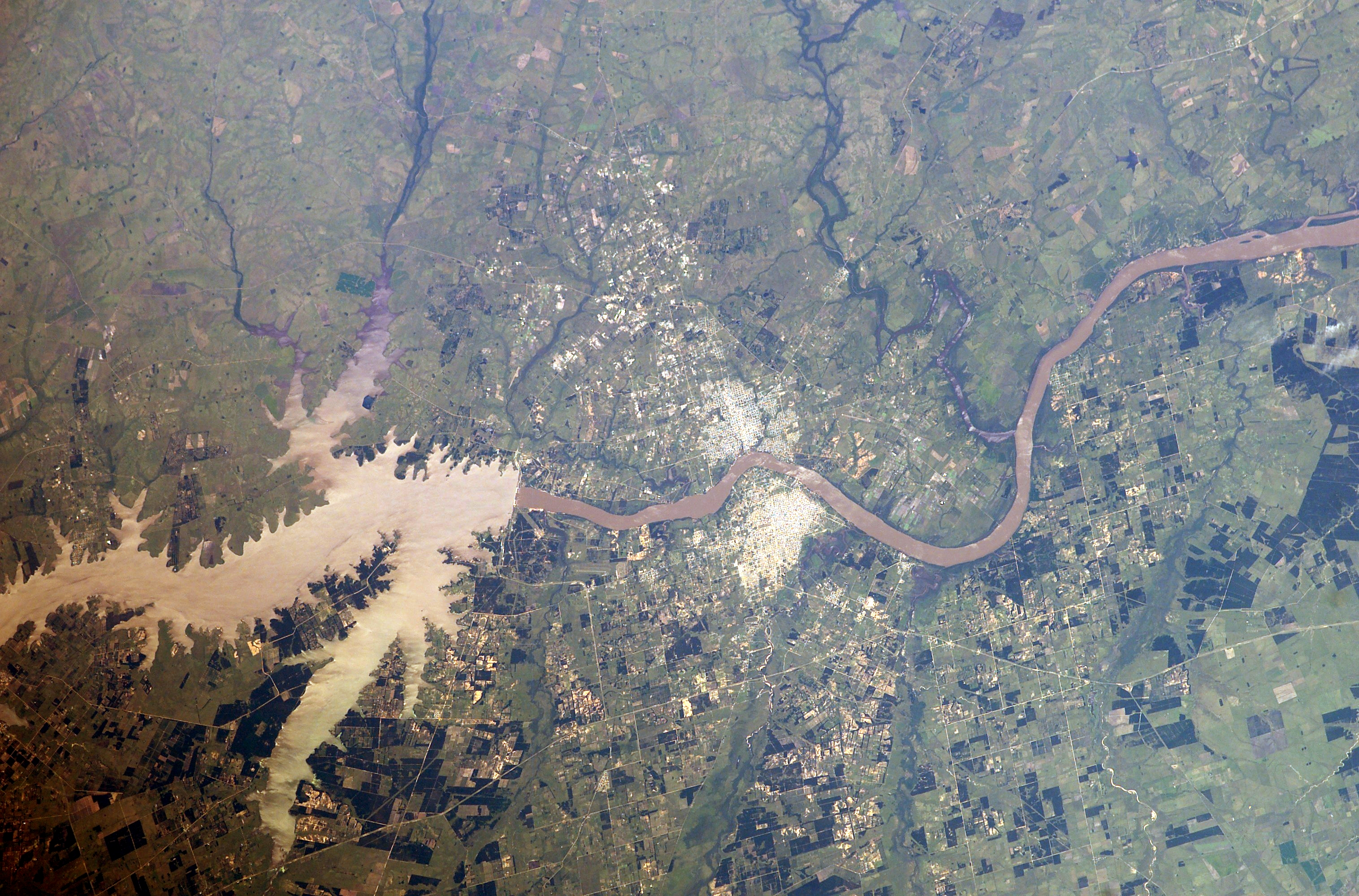
Photo satellite du Río Uruguay dans la zone de Salto Grande.

Le Traité du Río Uruguay, signé entre l'Argentine et l'Uruguay le 26 février 1975, est un traité international visant à réglementer l'usage du fleuve Uruguay qui sépare les deux pays. Il succède au Traité des limites du Rio Uruguay du 7 avril 1961 qui précisait les frontières entre les deux États.

## Dispositions principales
Ce traité créé notamment une Comisión Administradora del Río Uruguay (es), binationale, qui s'occupe de la navigation, de la pêche, des sous-sols, etc.
Plusieurs articles (par ex. 7 à 12, 41, 42) concernent le droit de l'environnement, et sont ainsi invoqués dans le cadre de la « guerre du papier » entre les deux pays actuellement en cours.
Il établit un mécanisme d'information et de consultation publique, parfois présenté comme précurseur de l'instauration de ces mécanismes de démocratie participative dans le droit de l'environnement.
Tout conflit entre les parties peut faire l'objet d'une saisine de la Cour internationale de justice de La Haye (art. 60).

## Wikisource
- Traité du Rio Uruguay sur Wikisource (es)
- Statut du Rio Uruguay (ibid)

## Source originale
- (es) Cet article est partiellement ou en totalité issu de l’article de Wikipédia en espagnol intitulé « Estatuto del Río Uruguay » (voir la liste des auteurs).